# Centropus rectunguis
Centropus rectunguis е вид птица от семейство Cuculidae. Видът е световно застрашен, със статут Уязвим.

## Разпространение
Видът е разпространен в Бруней, Индонезия, Малайзия и Тайланд.